# یودالوگاما
یودالوگاما (به لاتین: Udalugama) یک منطقهٔ مسکونی در سری‌لانکا است که در استان مرکزی (سری‌لانکا) واقع شده‌است.